# Mercurial
Mercurial es un sistema de control de versiones multiplataforma, para desarrolladores de software. Está implementado principalmente haciendo uso del lenguaje de programación Python, pero incluye una implementación binaria de diff escrita en C. Rust también se utiliza para mejorar el rendimiento. Mercurial fue escrito originalmente para funcionar sobre GNU/Linux. Ha sido adaptado para Windows, Mac OS X y la mayoría de otros sistemas tipo Unix. Mercurial es, sobre todo, un programa para la línea de comandos. Todas las operaciones de Mercurial se invocan como opciones dadas a su programa motor, hg (cuyo nombre hace referencia al símbolo químico del mercurio).
Las principales metas de desarrollo de Mercurial incluyen un gran rendimiento y escalabilidad; desarrollo completamente distribuido, sin necesidad de un servidor; gestión robusta de archivos tanto de texto como binarios; y capacidades avanzadas de ramificación e integración, todo ello manteniendo sencillez conceptual. Incluye una interfaz web integrada.
El creador y desarrollador principal de Mercurial es Matt Mackall. El código fuente se encuentra disponible bajo los términos de la  licencia GNU GPL versión 2, lo que clasifica a Mercurial como software libre.

## Información técnica
Al igual que git y Monotone, Mercurial usa resúmenes SHA para identificar revisiones.
Para el acceso a repositorios mediante red, Mercurial usa un protocolo eficiente, basado en HTTP, que persigue reducir el tamaño de los datos a transferir, así como la proliferación de peticiones y conexiones nuevas. Mercurial puede funcionar también sobre ssh, siendo el protocolo muy similar al basado en HTTP.

## Documentación
Bryan O'Sullivan ha escrito un extenso manual de referencia, Distributed revision control with Mercurial. El manual es de libre acceso bajo los términos de la Open Publication License.

## Historia
Mackall hizo pública la existencia de Mercurial el 19 de abril de 2005. El estímulo que llevó a esto fue el anuncio de Bitmover, publicado anteriormente aquel mismo mes, informando que retirarían la versión gratuita de BitKeeper.
Se había estado usando BitKeeper debido a los requisitos de control de versiones del proyecto del núcleo Linux. Mackall decidió escribir un sistema de control distribuido de versiones como sustituto para usarlo con el núcleo Linux. Este proyecto comenzó aproximadamente al mismo tiempo que otro denominado git, iniciado por el propio Linus Torvalds con objetivos similares.
El proyecto Linux decidió usar Git en lugar de Mercurial. Sin embargo, muchos otros proyectos usan este último.

## Software relacionado
- Entre las interfaces GUI para Mercurial se encuentra Hgk (Tcl/Tk). Se ha implementado como extensión a Mercurial y es parte de la versión oficial. Este visor muestra el grafo acíclico dirigido de las listas de cambios de un repositorio de Mercurial. Este visor se puede invocar mediante la orden 'hg view', si la extensión está activa. hgkse basó originalmente en una herramienta similar para git llamada gitk. También existe un cliente en Gtk bautizado hgview Archivado el 2 de diciembre de 2020 en Wayback Machine., escrito completamente en Python y mantenido por la empresa Logilab.

- Entre las herramientas para integración de cambios se encuentran (h)gct (Qt) y Meld.
- La extensión 'convert' permite importar repositorios de CVS, Darcs, git, GNU Arch, Monotone y Subversion.
- El IDE Netbeans admite trabajar con Mercurial desde su versión 6.
- Tortoise Hg proporciona una interfaz amigable para Windows, con menús contextuales (de botón derecho).
- El IDE Eclipse soporta Mercurial a través de la extensión MercurialEclipse.
- VisualHG Archivado el 11 de marzo de 2012 en Wayback Machine. es un proveedor de control de código fuente para MS Visual Studio 2005, 2008 y 2010 que habilita el uso de Mercurial.

## Proyectos que usan Mercurial
Algunos de los proyectos que usan el RCS distribuido Mercurial:
- Python antes del 2017
- OpenOffice.org
- Google Code Project Hosting on Google Code permite crear repositorios mercurial (además de Subversion)
- Aldrin
- Audacious
- CubicWeb
- Dovecot IMAP server[6]
- GNU Health
- GNU Octave
- Growl
- MoinMoin wiki software
- Mozilla[7]
- Netbeans[8]
- OpenJDK[9]
- Sage
- OpenSolaris de Sun[10]
- Los desarrolladores de Xen[11]
- Software Opensource de Oracle como Btrfs[12]
- Tuenti